# Marta Domachowska
Marta Domachowska (Varsavia, 16 gennaio 1986) è un'ex tennista polacca.

## Carriera
In singolare nei tornei del Grande Slam ottiene come migliore risultato il quarto turno ottenuto durante gli Australian Open 2008, in quell'occasione partecipa come qualificata e riesce a superare tre turni, tra cui un match vinto con la testa di serie Li Na, prima di arrendersi a Venus Williams. Al Roland Garros ha raggiunto il secondo turno nel 2005 e nel 2008. A Wimbledon ha raggiunto un secondo turno nel 2008, mentre agli US Open si è sempre fermata al primo turno.
Nel 2008 partecipa alle Olimpiadi di Pechino dove però non riesce a superare nessun match, sia in singolare che nel doppio femminile.
In carriera ha raggiunto tre finali nel singolare senza riuscire a vincere il match decisivo mentre in doppio ha conquistato un titolo WTA, nel 2006 a Canberra insieme a Roberta Vinci, ed ha perso altre quattro finali.
Nel 2006 ha raggiunto il suo miglior ranking con la 37ª posizione in classifica, mentre nello stesso ha raggiunto il miglior posizionamento anche nel doppio al 62º posto.
Nel dicembre 2015, ha annunciato il ritiro dal tennis professionistico. Nel 2014 è diventata la sparring partner di Caroline Wozniacki e dopo il ritiro ha iniziato la sua carriera da coach.

## Vita personale
Marta è nata dai genitori Barbara e Wiesław ed attualmente risiede a Podkowa Leśna, in Polonia. Ha una sorella maggiore, Magdalena. Domachowska parla polacco, inglese, russo e spagnolo. Oltre al tennis, è una forte appassionata di calcio e nuoto.
Nel marzo del 2013 ha posato per l'edizione polacca di Playboy.
In passato ha convissuto con l'ex nuotatore Paweł Korzeniowski.
Dal 2013, ha una relazione con il tennista connazionale Jerzy Janowicz. I due hanno annunciato la gravidanza del primo figlio il 24 dicembre 2018 tramite Instagram, ed ha dato luce al primo figlio chiamato Filip Janowicz il 1º gennaio 2019.

## Statistiche

### Singolare

#### Sconfitte (3)
| Legenda               |
| --------------------- |
| Grande Slam (0)       |
| Argenti Olimpici (0)  |
| WTA Championships (0) |
| Tier I (0)            |
| Tier II (0)           |
| Tier III (2)          |
| Tier IV (1)           |

| N. | Data              | Torneo                                   | Superficie  | Avversaria in finale    | Punteggio     |
| 1. | 27 settembre 2004 | Hansol Korea Open, Seul                  | Cemento     | Marija Šarapova         | 1-6, 1-6      |
| 2. | 21 maggio 2005    | Internationaux de Strasbourg, Strasburgo | Terra rossa | Anabel Medina Garrigues | 4-6, 3-6      |
| 3. | 25 febbraio 2006  | Cellular South Cup, Memphis              | Cemento (i) | Sofia Arvidsson         | 2-6, 6-2, 3-6 |

### Doppio

#### Vittorie (1)
| Legenda               |
| --------------------- |
| Grande Slam (0)       |
| Ori Olimpici (0)      |
| WTA Championships (0) |
| Tier I (0)            |
| Tier II (0)           |
| Tier III (0)          |
| Tier IV (1)           |

| N. | Data            | Torneo                           | Superficie | Compagna      | Avversarie in finale          | Punteggio   |
| 1. | 13 gennaio 2006 | Canberra International, Canberra | Cemento    | Roberta Vinci | Claire Curran Līga Dekmeijere | 7-6(5), 6-3 |

#### Sconfitte (4)
| Legenda               |
| --------------------- |
| Grande Slam (0)       |
| Argenti Olimpici (0)  |
| WTA Championships (0) |
| Tier I (0)            |
| Tier II (1)           |
| Tier III (2)          |
| Tier IV (1)           |

| N. | Data              | Torneo                                   | Superficie  | Compagna            | Avversarie in finale               | Punteggio              |
| 1. | 6 febbraio 2005   | Pattaya Women's Open, Pattaya            | Cemento     | Silvija Talaja      | Marion Bartoli Anna-Lena Grönefeld | 3-6, 2-6               |
| 2. | 20 maggio 2005    | Internationaux de Strasbourg, Strasburgo | Terra rossa | Marlene Weingärtner | Rosa María Andrés Andreea Vanc     | 3-6, 1-6               |
| 3. | 23 luglio 2006    | Western & Southern Open, Cincinnati      | Cemento     | Sania Mirza         | Maria Elena Camerin Gisela Dulko   | 4-6, 6-3, 2-6          |
| 4. | 14 settembre 2008 | Commonwealth Bank Tennis Classic, Bali   | Cemento (i) | Nadia Petrova       | Hsieh Su-wei Peng Shuai            | 7-6(4), 6(3)-7, [7-10] |

## Risultati in progressione
| Sigla | Risultato               |
| ----- | ----------------------- |
| V     | Vincitore               |
| F     | Finalista               |
| SF    | Semifinalista           |
| O     | Oro olimpico            |
| A     | Argento olimpico        |
| SF    | Bronzo olimpico         |
| QF    | Quarti di Finale        |
| 4T    | Quarto turno            |
| 3T    | Terzo turno             |
| 2T    | Secondo turno           |
| 1T    | Primo turno             |
| RR    | Round Robin             |
| LQ    | Turno di qualificazione |
| A     | Assente                 |
| ND    | Non disputato           |

| Legenda superfici    |
| -------------------- |
| Cemento              |
| Terra battuta        |
| Erba                 |
| Superficie variabile |

### Singolare nei tornei del Grande Slam
| Torneo          | 2005 | 2006 | 2007 | 2008 | 2009 | 2010 | 2011 | 2012 | 2013 | 2014 |
| --------------- | ---- | ---- | ---- | ---- | ---- | ---- | ---- | ---- | ---- | ---- |
| Australian Open | 2T   | 1T   | 1T   | 4T   | 1T   | A    | A    | A    | A    | A    |
| Open di Francia | 2T   | 1T   | A    | 2T   | 1T   | A    | A    | A    | A    | A    |
| Wimbledon       | 1T   | 1T   | A    | 2T   | 1T   | A    | A    | A    | A    | A    |
| US Open         | 1T   | 1T   | A    | 1T   | 1T   | A    | A    | A    | A    | A    |

### Doppio nei tornei del Grande Slam
| Torneo          | 2005 | 2006 | 2007 | 2008 | 2009 | 2010 | 2011 | 2012 | 2013 | 2014 |
| --------------- | ---- | ---- | ---- | ---- | ---- | ---- | ---- | ---- | ---- | ---- |
| Australian Open | A    | 1T   | 1T   | A    | 1T   | A    | A    | A    | A    | A    |
| Open di Francia | 2T   | 1T   | A    | 2T   | 1T   | A    | A    | A    | A    | A    |
| Wimbledon       | 2T   | 1T   | A    | 2T   | A    | A    | A    | A    | A    | A    |
| US Open         | 1T   | 2T   | A    | 1T   | A    | A    | A    | A    | A    | A    |

### Doppio misto nei tornei del Grande Slam
| Torneo          | 2005 | 2006 | 2007 | 2008 | 2009 | 2010 | 2011 | 2012 | 2013 | 2014 |
| --------------- | ---- | ---- | ---- | ---- | ---- | ---- | ---- | ---- | ---- | ---- |
| Australian Open | A    | A    | A    | A    | A    | A    | A    | A    | A    | A    |
| Open di Francia | A    | A    | A    | A    | A    | A    | A    | A    | A    | A    |
| Wimbledon       | A    | 1T   | A    | 1T   | A    | A    | A    | A    | A    | A    |
| US Open         | A    | A    | A    | A    | A    | A    | A    | A    | A    | A    |